# 王珂 (嘉靖進士)
王珂（1485年—1529年），字仲鳴，别號止一斋，山西平阳府蒲州人，軍籍。明朝政治人物。

## 生平
前鲁山县教谕王馨之季子。生于成化二十一年乙巳七月十五日，正德十四年（1519年）己卯科山西鄉試舉人，世宗即位，荐入为中书科试中书舍人，嘉靖元年（1522年）父喪守制，次年又喪母，五年（1526年）登丙戌科第三甲第七十三名進士，授中书舍人，典誥敕。年四十五，以嘉靖八年己丑二月十六日卒于京师。

## 家族
曾祖王景嚴。祖父王榮。父王馨，號敬斋，官鲁山教谕，以子贈中书舍人。母张氏，贈孺人。
娶馮孺人，卒于嘉靖三十四年乙卯（1555年）。长子王崇雅，嘉靖二十八年己酉科山西解元；次子王崇勲，经商。
王珂是张四维母亲王氏的叔叔，为外叔祖。